# OpenMusic
Open Music é um programa de computador baseado na linguagem de programação visual. Foi desenvolvido pelo IRCAM com o objetivo de auxiliar à composição e à análise musical. O programa funciona através da conexão de ícones os quais representam rotinas específicas de uma Linguagem de programação chamada Lisp .
Há livros lançados pelo próprio IRCAM que exemplificam usos destes programas, infelizmente há pouco material em Português.  

## Configuração Básica

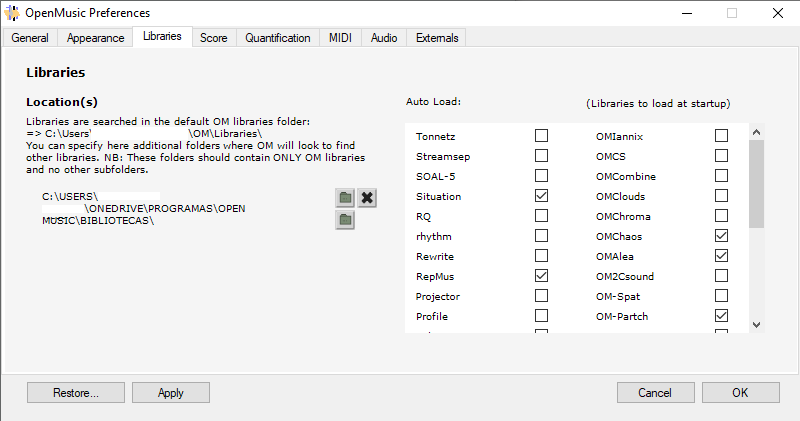
Configuração de Bibliotecas no OpenMusic.

O OpenMusic pode ser baixado no GitHub através da página do programa. No site https://openmusic-project.github.io/libraries é possível encontrar bibliotecas para o OpenMusic. Essas bibliotecas acrescentam funções ao programa, como funções de construção de ritmos aleatórios, variação de acordes, análise musical via Timbre, transformação de imagens em música. Para configurá-las no OpenMusic é necessário mover os arquivos/pastas da biblioteca para a pasta selecionada como diretórios no Programa, no diretório da imagem ao lado e marcar-las para auto-load. Se essas bibliotecas forem baixadas do GitHub é necessário remover do nome da pasta "-master", de modo que a biblioteca fique somente com seu nome, por exemplo, a biblioteca "Repmus-master" deve ser renomeada para "Repmus".  

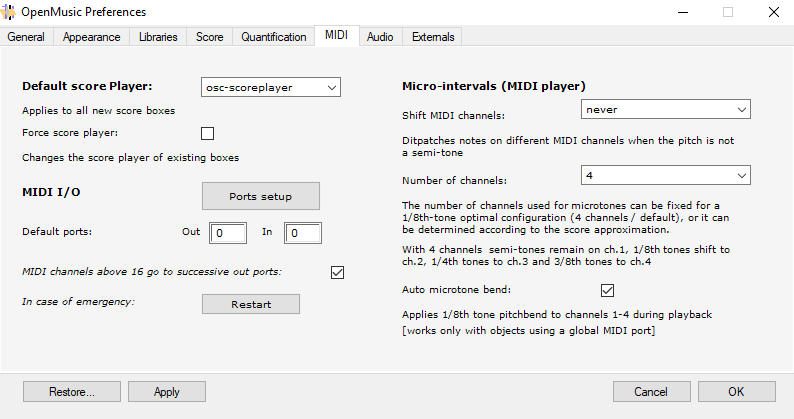
Configuração para o Max/MSP ser o player do OpenMusic

Caso haja o interesse de tocar os trechos musicais gerados no OpenMusic há duas opções. A primeira é usar o próprio MIDI, de qualidade mais baixa. A segunda é utilizar o rdu-player, programação para o Max/MSP, não sendo necessário programar nada, só baixar o arquivo e executa-lo no Max/MSP. Porém no OpenMusic é necessário, na aba MIDI. Selecionar em default player OSC-player como a formar de player. 
É possível achar alguns tutoriais básicos do OpenMusic no YouTube, a maioria em inglês. 

## Referências

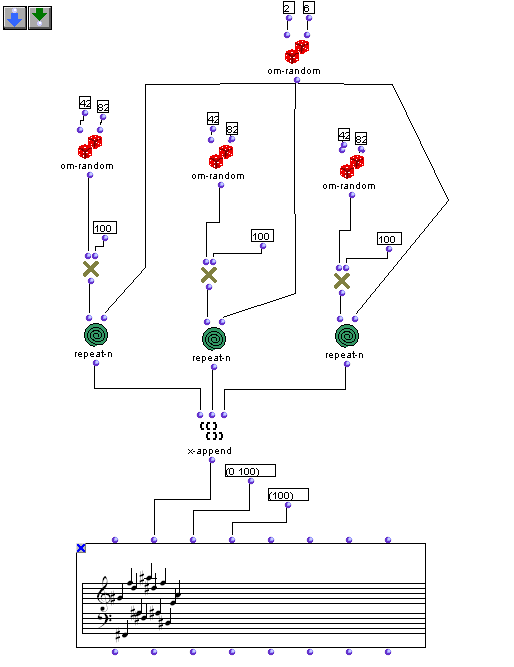